# Dziesięciościan edukacyjny
Dziesięciościan edukacyjny – jest to próba całościowego spojrzenia na proces szeroko rozumianej edukacji (w której składnikami są zarówno nauczanie, jak i wychowanie). Została sformułowana przez Zbigniewa Kwiecińskiego i jest obecna w programach edukacyjnych w polskich szkołach (elementy tego podejścia zauważalne są nawet w programie nauczania Wiedzy o Społeczeństwie w nauczaniu przedakademickim).
Według Kwiecińskiego wychowanie nadaje szczególnego znaczenia procesowi kształcenia. Dlatego należy połączyć oddziaływania związane z rozwojem człowieka i wspierających go w osiąganiu pełnej harmonii i dojrzałej osobowości w relacji do siebie samego, do świata i do społeczeństwa w ramach koncepcji dziesięciościanu, gdzie edukacja jest rozumiana jako złożona z dziesięciu procesów, charakteryzowanych przez dobór treści, przedmiotów, celów, procesów i skutków edukacyjnych.
Te dziesięć procesów wpływających na proces edukacji to:
| ściana edukacji                                 | czego dotyczy | patologia nadmiaru | patologia niedomiaru |
| globalizacja                                    | świat: problemy globalne, wojny, zagrożenia środowiska naturalnego, wyczerpywanie się zasobów naturalnych, podział na polityczne centrum i peryferie.                                                  | kosmopolityzm, globalizm rozumiane jako wyolbrzymienie dramatu ludzkiego w wymiarze światowym przy jednoczesnym niezauważeniu problemów własnego społeczeństwa, marginalizacja społeczeństw i problemów lokalnych | partykularyzm rozumiany jako zwracanie uwagi tylko na własne problemy                                                                                    |
| etatyzacja                                      | naród, państwo, jego suwerenność, ustrój, konieczność znalezienia miejsca w świecie, wrogowie-sojusznicy, siła i stabilność, racje stanu                                                               | etatyzm, czyli zbyt duże ingerencje państwa w życie społeczne, kształtowanie irracjonalnego, religijnego kultu państwa, jego instytucji i przywódczych osób, instytucje totalne, wychowanie jako tresura          | anarchizm, delegitymizacja państwa, nieutożsamianie się z państwem, alienacja polityczna                                                                 |
| nacjonalizacja                                  | to naród, tradycja, swoistość kulturowa, istota więzi i odrębność | nacjonalizm, szowinizm, nazizm, wyższość jednego narodu nad innym, tym samym zamknięcie się na inne społeczności                                                                                                  | alienacja społeczna, wykorzenienie z więzi narodowej, aspołeczność, kosmopolityzm                                                                        |
| kolektywizacja, socjalizacja wtórna             | klasa społeczna, więzi, interes klasowy, odrębność etosu, solidarność z ludźmi o podobnych pozycjach i położeniu, kształtowanie przekonań o szczególnym miejscu i misji własnej klasy                  | skrajny kolektywizm, przewaga i dyktatura klas, wyrzeczenie się obrony własnego państwa na rzecz obrony interesów klasowych                                                                                       | partyjność, alienacja polityczna, zerwanie kontaktu z resztą społeczeństwa                                                                               |
| polityzacja, biurokratyzacja, profesjonalizacja | organizacje i instytucje, wychowanie do podziału pracy, kształtowanie ideologicznych przekonań o słuszności zastanego podziału i funkcji, jakie za sobą pociąga                                        | wychowanie do instytucji i organizacji prowadzące do syndromu osobowości autorytarnej, łączącej tendencje do dominacji z tendencjami do uległości                                                                 | alienacja pracy (praca nie ma wartości), aspołeczność i egocentryzm                                                                                      |
| socjalizacja (uspołecznienie pierwotne)         | oddziaływanie grupy pierwotnej, rodziców, grupy rówieśniczej, środowiska lokalnego, wrastanie w zastane normy                                                                                          | ograniczenie horyzontów do podwórkowości, wyłączne lokalne widzenie siebie i świata | wykroczenie przeciwko normom |
| inkulturacja, personalizacja                    | osobowość kulturowa i społeczna, istota ludzka jako rezultat wrastania w kulturę i dokonywanie autonomicznych wyborów wartości, systemów filozoficznych religijnych                                    | przesada w procesach edukacyjnych, w koncentracji na wielkich ideałach, idealistyczne oderwanie od rzeczywistości, koncentracja na własnych przeżyciach jako lepszych od świata, który jest zły                   | analfabetyzm kulturowy i funkcjonalny, rozchwianie i brak zasad, wartości, niemożność wyciągania wniosków z doświadczeń i wiedzy historycznej i naukowej |
| wychowanie i jurdyfikacja                       | obywatel, wdrożenie do realizowania i akceptowania ról i czynności obywatelskich; jurdyfikacja-kształcenie świadomości prawniczej                                                                      | osobowość zewnętrznie sterowana, uwięzienie w ramach mieszczańskich, sztywność osobista | wykroczenie przeciwko normom, anomia, brak świadomości praw i obowiązków, brak umiejętności prawnego funkcjonowania                                      |
| kształcenie i humanizacja                       | osoba ludzka, wiedza, światopogląd, umiejętności, nawyki, kompetencje interakcyjne, kształtowanie potrzeb wtórnych                                                                                     | akademizm, oderwanie od praktyki, nieprzydatność wiedzy i umiejętności, konserwatyzm poznawczy | analfabetyzm funkcjonalny i deprawacja |
| hominizacja                                     | organizm, kształcenie cech gatunkowych człowieka, wychowanie zdrowotne, higieniczne i seksualne, to także unikanie kary i maksymalizacja nagrody, to kształtowanie i kanalizowanie potrzeb pierwotnych | to ustawiczne wglądanie w siebie, naturyzm, seksualizm, przesadna odpowiedzialność | to niedomogi organizmu, animalizm, zastąpienie wartości przez potrzeby pierwotne, to także kalectwa i niedorozwój                                        |